# 프랑수아 샤틀레

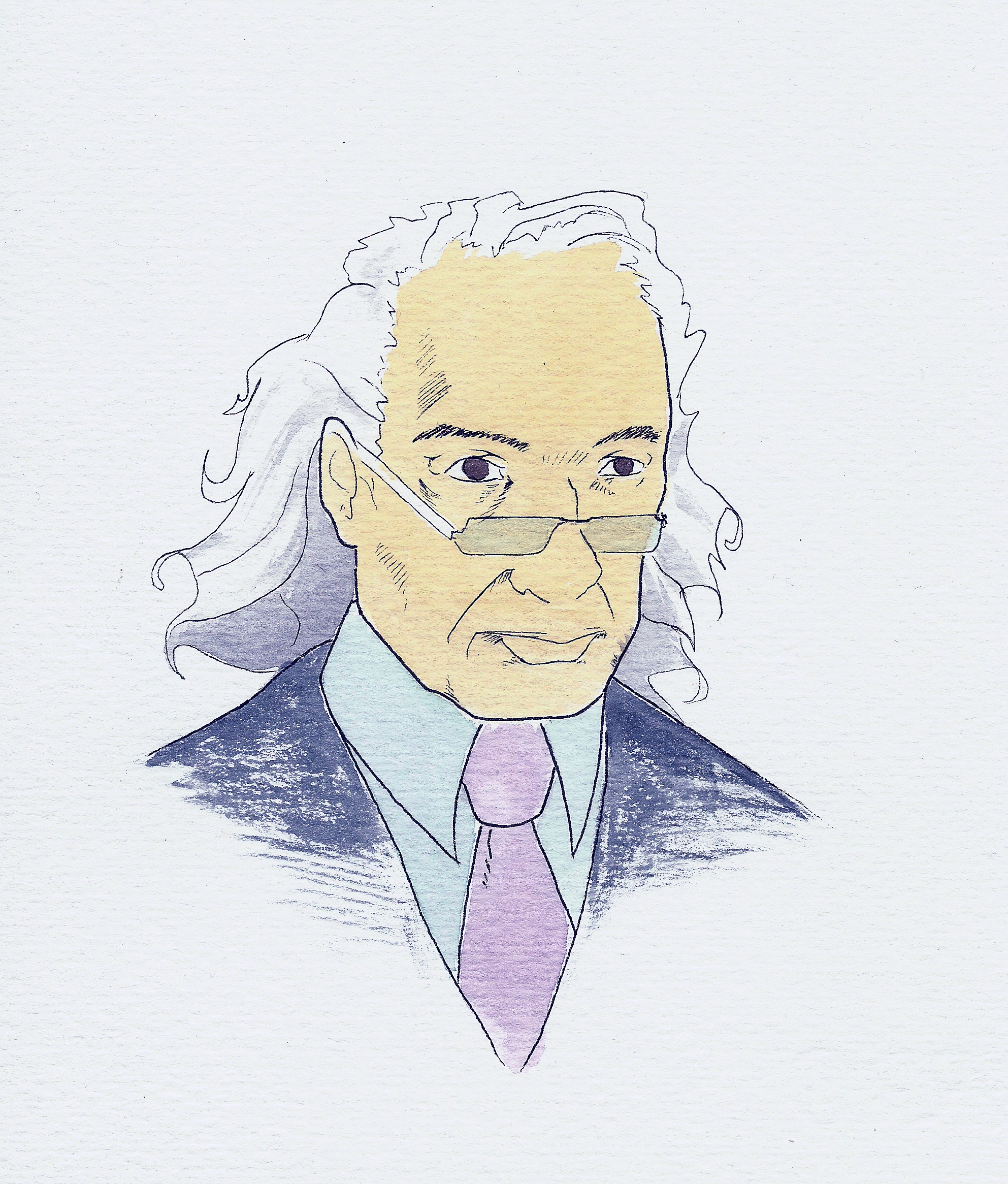

 프랑수아 샤틀레(François Châtelet, 1925년 4월 27 일 - 1985년 12월 26일)는 철학과 정치 철학에 관련된 프랑스의 역사가이자 소크라테스 전통의 교수였다. 그는 철학자인 노엘 샤틀레(Noëlle Châtelet)의 남편이었고, 그녀는 리오넬 조스팽(Lionel Jospin)의 여동생이다.

## 생애
샤틀레(Châtelet)는 파리에서 태어났다. 미셀 푸코와 질 들뢰즈(Gilles Deleuze)와 함께 그는 비핸나 대학의 철학과 출신이고 세계 철학 대학(Collège international de philosophie)을 공동 창립했다. 1971년 그는 상 파울로 대학 (University of São Paulo)의 교수였다.
 이것은 그가 장 삐에르 베르랑(Jean-Pierre Vernant)과 함께 브라질의 군사 정부 (독재)에 반대하는 항의 행위였다. 샤틀레(Châtelet)는 항상 생각과 행동을 연결하고 동시대 사람들과의 불안한 전투에 관심을 갖고 있었다.
철학에 대한 그의 개념은 그를 철학자가 아닌 철학 역사가로 만들어주었다. 그의 작품 이성의 역사 (History of Reason)에서 현대 서양 이성주의를 구성함에 있어서 철학의 역할을 보여준다. 그의 작품 플라톤(Plato)은 고대 그리스 철학자의 사상에 방대한 초대의 시작이다.

## 작품
- Périclès et son siècle (Pericles and his century) (1960)
- Platon (Plato) (1965)
- Hegel (Hegel) (1968)
- La philosophie des Professeurs (The Philosophy of Professors) (1970)
- Histoire de la philosophie (History of Philosophy) (1972–1973) — 8 volumes
- Une histoire de la raison (A History of Reason)